# 방산재

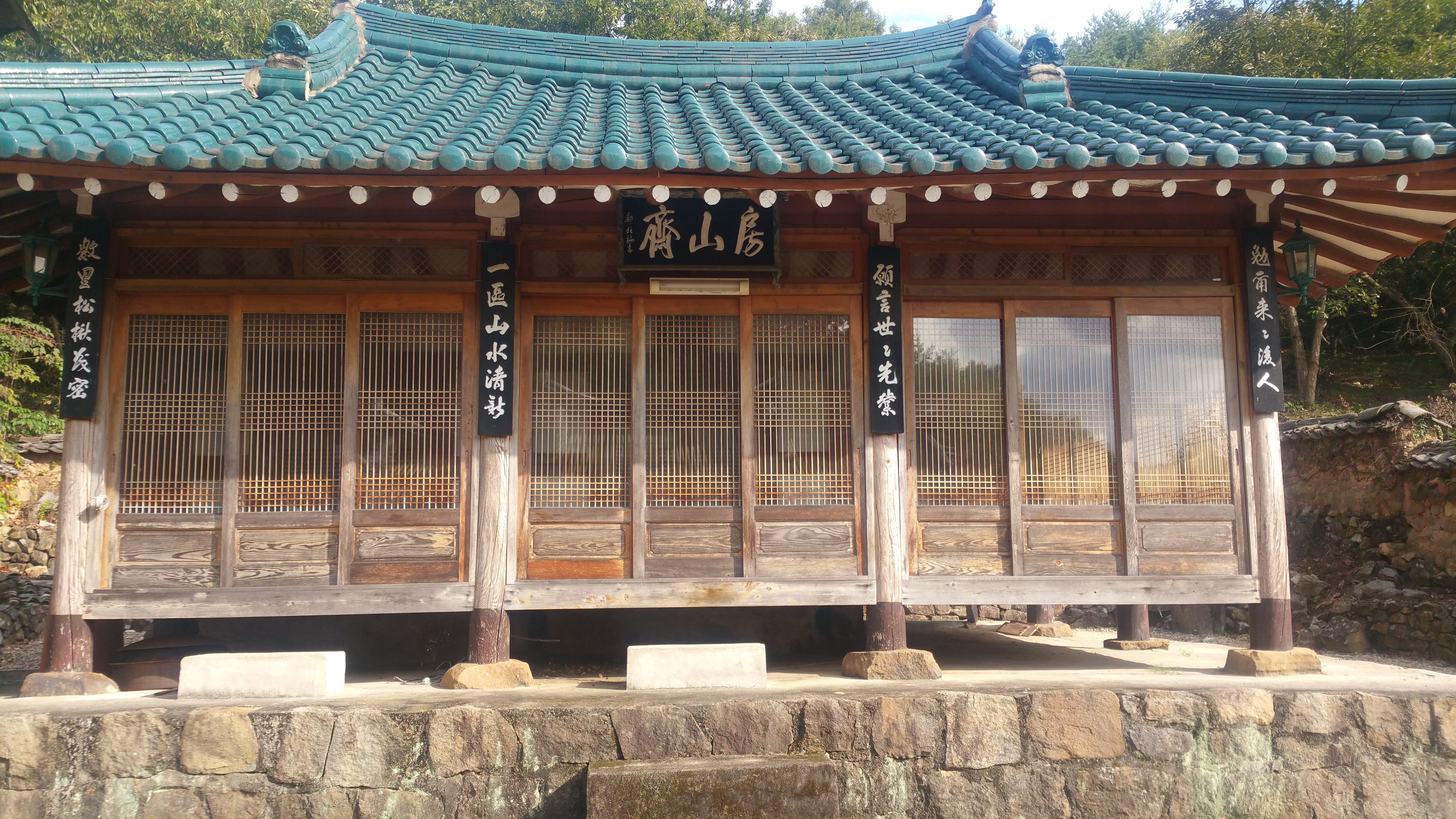
방산재 정면

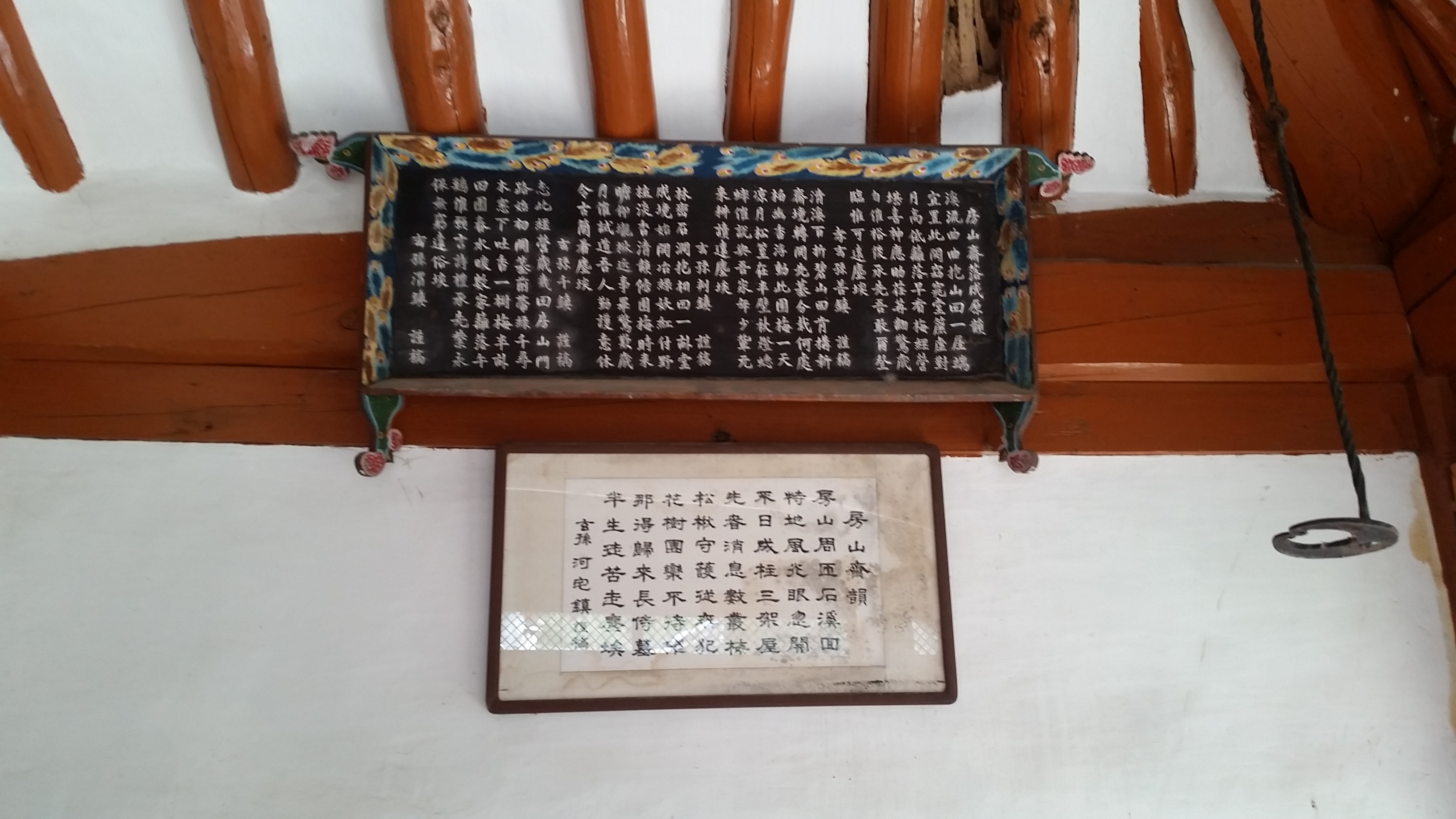
방산재기문과 낙성시

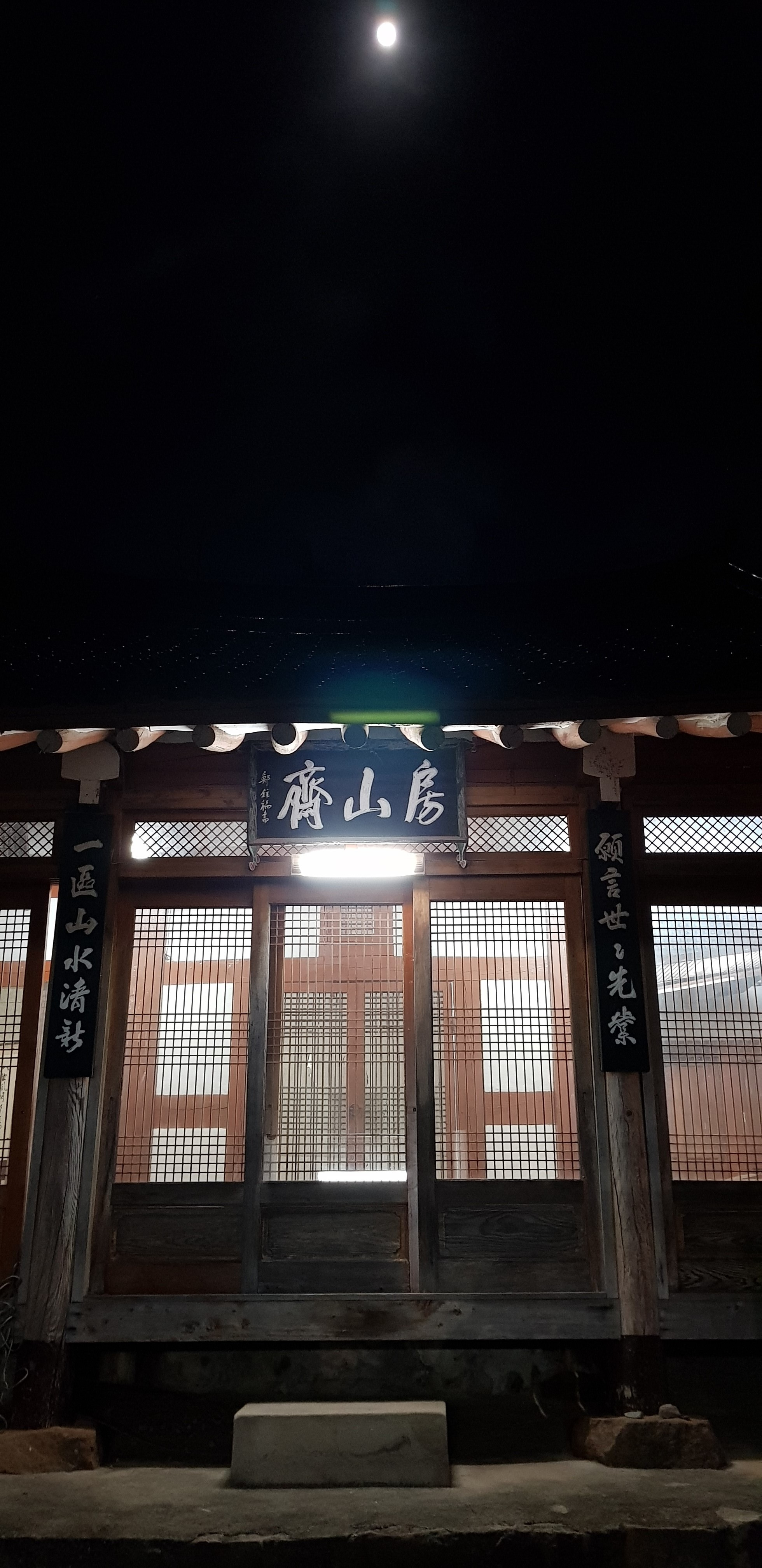
방산재와 달

방산재(房山齋)는 사함 하홍태 공과 그 후손들의 제향을 올리는 재실이다.

## 상세
1948년에 사함공의 증손 재우공께서 후손들을 뜻을 모아 창건하여 선조님들의 제향을 봉향해 오다 재실이 퇴락하자 1993년에 다시 중수하였다. 현관문을 신축하고 수정문이라 편액을 달았다. 제향일은 음력 10월 14일이다.

## 진주 통지 기록
州西 水谷面 士谷里 所峴洞에 있다 士涵河洪泰 以下 三世 분암이다. 民國庚子年(1948)에 創建하였다. 昌山成煥赫이 기文을 지었다.

## 기문
昌山成煥赫이 기문을 지었다. 성환혁의 문집인 '우정집'과 '진양하씨대종문헌록'에 수록되어 있다.
晋西之士谷 爲河氏世庄 而中古有士涵公洪泰 以處士諱達中之三子 折居於房山谷 距士谷爲一里而近 進而事親從兄 孝友行基身 退而治圃灌圃 勤儉立其家 晩乃結茅谷中 嘯歌自樂及卒 葬所居東麓 今距其時僅百有餘年 子姓甚蕃衍 屋宇櫛比 垣扇帶映 부然成 一門戶矣 余嘗數過之 見其長者眞實淳厚 有邃古之風 小者謹恭雅飭 循倫彛之職 益嘆公之遺風胎謨 猶有其未艾焉 往歲丙戌曾孫載禹氏 合諸族議 築三架四楹之齋於墓下以爲歲時致齊수 睦之所 而至門墻之役未及爲而沒 ?孫善鎭與諸族 繼爲之成因地名 扁以房山 而使再從際夢鎭請余記 余?嘗以爲天下事 無不有誠以成 而其在子孫爲祖先之道 尤有然者矣 書曰苦考作室旣底治 厥子乃不肯堂 ?肯構者誠而 非是之由則不肯矣 時曰無念爾祖 聿修厥德 修德者誠 而非是之由則不修矣 今河氏以是谷之爲公桑梓所遺 楸柏所藏 志此經營 積以年歲 卒有以成就之 足見其肯構之誠 然以苦以此謂之己至 則未可也 夫惟進修厥德 上以承先之慤美下以垂後之柯則 使世世有所念 而人人無不修者 然後可以爲誠之至矣 善鎭氏其與諸族人 盖相勉於是哉歲辛丑?夢節
昌山成煥赫記

### 번역문
진주 서쪽 사곡은 하씨의 세장이다. 중세의 사함공 휘 홍태는 처사 휘 달중의 삼자로 분가하여 방곡에 살았다. 이곳은 사곡과 일리 정도로 가까우니 나아가서는 부모를 섬기고 형을 따르는 효우를 행했으며 물러나선 농사짓고 근검하여 집안을 일으켰다. 만년에는 곡중에 모옥을 지어 노래하며 스스로 즐기더니 세상을 떠나자 거주지 동쪽 산기슭에 장사하였다. 세상을 떠난 지는 지금부터 백 여년 전 이지만 자손이 매우 번성하여 가옥이 즐비하며 담장이 연이어 넉넉히 일가를 형성하였다. 내 일찍이 이곳을 자주 지나면서 보니 어른들은 진실하고 후덕하여 상고의 기풍을 지녔으며 젊은이들은 근면하고 예의 발라 윤상의 직분을 잘 지켰다. 이에 공의 유풍과 교훈이 여전히 남아 있음을 더욱 칭찬하였다. 지난 병술년 증손 재우씨가 제족의 의론을 수렴하여 삼간 사영의 재사를 공의 묘하에 지어 예를 닦고 화목을 도모하는 장소로 삼고자 하더니 문장의 일부 공사를 마치지 못하고 세상을 떠났다. 주손 선진씨가 제족으로 더불어 이를 계승하여 완성하고는 지명을 인하여 방산이라 편액하고 재종제 몽진으로 하여금 나에게 기문을 청하게 하였다. 내 가만히 생각건대, 천하의 일이란 정성이 있으면 이루어지지 않는 것이 없으니 자손이 선조를 위한 도리에 있어서 더욱 그리하다 서경에 말하기를 선고가 집을 지으려고 이미 규모를 갖추어 놓아도 그 자식이 마루를 만들기조차 싫어하거늘 하물며 집을 완성하기를 좋아할까? 라고 하였으니 집을 즐겨 완성하는 이의 정성이 이를 말미암지 않으면 참으로 즐거워함이 아니다. 시경에 이르기를 <네 조상을 생각지 않으랴, 그 덕을 닦으라> 하였으니 덕을 닦는 이의 정성이 이를 말미암지 않으면 진정으로 닦는 것이 아니다. 이제 하씨들이 이 골짜기를 공의 유지요 장수소라 하여 이름 짓기에 뜻을 둔지 수년 만에 마침내 완공하였으니 그 선인의 뜻을 이어 재사를 완성시킨 정성을 족히 보겠다. 그러나 이것만으로 지극한 정성이라 한다면 옳지 않다. 대저 나아가 그 덕을 닦아 위로는 선조의 아름다움을 계승하고 아래로는 후손에게 모범을 드리워서 세세로 추념케 하고 인인으로 닦게 한 연후에야 지극한 정성이라 할 수 있다. 선진씨는 제족으로 더불어 어찌 서로 이에 힘써야 하지 않겠는가!
창산 성환혁이 기문을 찬하다.

## 방산재낙성시
房山齋落成原韻

溪流曲曲抱山回

一屋端宜置此開

窃窕堂簾虛對月

高低籬落早看梅

經營堪喜神應助

荏苒翻驚歲自催

裕後承先吾敢爾

登臨惟可遠塵埃

孝玄孫善鎭 謹稿

방산재 낙성(준공)시 원운

시냇물은 굽이굽이 산을 안고 돌고 있고

한 집이 당연히 이 열린 곳에 자리했구나.

고요한 집에 드리운 발은 헛되이 달빛 대하고

높고 낮은 울타리에는 일찍 매화를 보는구나.

방산재 짓는 일 참으로 기쁘니 신령도 응당 도우시고

덧없는 세월에 문득 놀라니 해도 스스로 재촉하네.

도 물려주고 유업 받듦에 나도 감히 그럴 수 있을까

높이 올라 굽어보니 속세를 멀리 할 수 있구나.

효 현손 선진 근교

淸溪百折碧山回

肯構新齋境轉開

先墓分裁何處柏

幽香浮動此園梅

一天凉月松篁在

半壁秋燈蟋蜶催

設與吾家年小輩

元來耕讀遠塵埃

玄孫判鎭 謹稿

맑은 시내물 여러 번 꺽어 푸른산 감돌아 흐르고

재실 새롭게 지으니 경계가 더욱 열리네

어느 곳의 잣나무를 선대 묘소에 나누어 심을까

이 동상의 매화 그윽한 향기 감도 네

한 하늘 서늘한 달빛 아래 소나무 대나무 있고

벽에 걸린 등불 귀뚜라미 가을을 재촉하네

우리 집안 젊은이게게 말하노니

원래 주경 야독하는 것이 세속을 멀리하는 것이라네

현손 판진 근교

林巒石澗抱相回

一畒堂成境始開

冶綠妖紅付野植

淡香淸韻傍園梅

時來瞻仰壟楸近

事畢驚歎歲月催

試道吾人勤護意

休令古簡着塵埃

玄孫千鎭 謹稿

숲속의 석간수 서로 감싸 돌아 흐리고

한 이랑에 당을 이루니 경계가 비로소 열리네

심지어 있는 들의 나무는 짓 푸르고 꽃은 붉고

동산 곁에 있는 매화 담백한 향기와 맑은 정취 있네

때가 오면 산소 가까이에서 첨양하고

일을 마침에 놀라 감탄하니 세월도 재촉 했네

짐짓 말하노니 우리들 뜻을 부지런히 보호하여

옛 서적으로 하여금 먼지가 묻지 말게 하기를

현손 천진 근교

志此經營歲幾回

房山門路始初開

墓前帶綠千尋木

窓下吐香一樹梅

半畒田園春水暖

數家籬落千鷄催

願言詩禮承先業

永保無窮遠俗埃

玄孫渭鎭 謹稿

이것을 경영하기를 뜻을 둔지 해가 몇번이나 흘렀던가

방산의 대문 길이 비로서 처음으로 열렸네,

산소 앞 푸르게 둘러 있는 무성한 나무들

창 아래 한그루 매화 향기를 토 하네,

반묘되는 전원에는 봄물이 따뜻하고

몇집의 울타리에 낮닭이 시간을 재촉하네,

원컨데 시례로서 선조의 유업을 이어

영원 무궁토록 길이 보호하여 시속을 멀리하네.

현손 위진 근교

房山齋韻

房山周匝石溪回

特地風光眼忽開

不日成柱三架屋

先春消息數叢梅

松楸守護從無犯

花樹團欒不待催

那得歸來長侍墓

半生徒苦走塵埃

玄孫 宅鎭 謹稿

방산재운

방산을 둘러 석계가 돌아 흐리니

뛰어난 풍광 홀연히 눈앞에 열리네

하루가 되기 전에 삼칸 집을 세우니

봄 앞서 몇 떨기 매화소식 들리구나

선영을 수호하는 일 어김이 없고

화수회 단란하여 재촉할 필요 없네

어찌하면 돌아와서 길이 시묘를 할까

반 평생 부질없이 세속에서 고생을 하네

현손 택진 근교

## 같이 보기
- 하홍태
- 하달중